# Петро Фірлей (кам'янецький каштелян)
Петро Фірлей гербу Леварт (пол. Piotr Firlej, 1601 — 1649 або 1650/4 серпня 1650) — польський шляхтич, військовик, урядник Речі Посполитої. Представник роду Фірлеїв.

## Життєпис
Син люблінського воєводи Пйотра Фірлея (†1619) та його дружини — доньки белзького воєводи Станіслава Влодека Ядвіги Влодкувни (1573—1609). Кузин маршалка Миколая Фірлея, шваґро гетьмана великого коронного Миколая Потоцького-«Ведмежої лаби». Досвідчений військовик, брав участь у виправах на Московію, Туреччину, Кримський ханат, Прусію. Обороняв Кам'янець-Подільський від нападу турків під проводом Абази-баші. Посади: каштелян Кам'янця-Подільського (з 1649 р. староста теребовлянський, буцнівський. Похований в Кросно.

### Сім'я
Перша дружина — Ґрудзінська. Відомі діти:
- Міколай[3] — (†1649), королівський ротмістр, буцнівський староста, учасник битв Хмельниччини, помер внаслідок поранень, отриманих під Пилявцями, в Кросно був встановлений йому надгробок[3]

Друга дружина — Аґнєшка Балювна з Гочви (†після 1658 р.). Діти:
- Генрик — помер немовлям на 14-й день після похорону старшого брата
- Уршуля — дружина (з 1660 р.) львівського, глинянського старости Яна Мнішека (?—після 1676)[4]
- Зофія — дружина Станіслава Жеґоцкого
- Констанція Тереза (†1688) — дружина (з 1663 р.) Казімєжа Кароля Александра Тарновского (*1644—†1682)
- Йоанна — дружина сандомирського каштеляна Станіслава Вітовскі (Вітовського).[1]